# Boroughmuir RFC
El Boroughmuir Rugby Football Club es un equipo de rugby de Escocia con sede en la ciudad de Edimburgo.

## Historia
Fue fundada en 1919, siendo aceptado como club oficial por la federación de Escocia en 1939, en un principio solo los exalumnos del Boroughmuir High School.
Desde el año 1973 hasta 2019 su principal equipo participó en la Premiership en el cual logró cuatro campeonatos.
Desde 2019 hasta 2024 su primer equipo compitió en el Súper Series con la denominación de Boroughmuir Bulls, torneo que finalmente fue eliminado por la federación de Escocia, regresando el primer equipo al sistema de ligas de Escocia.

## Palmarés
- Premiership (3): 1990-91, 2002-03, 2007-08
- Campeonato de Escocia no oficial (1): 1972-73.
- Copa de Escocia (4): 1999-00, 2000-01, 2004-05, 2014-15
- National One (1): 2013-14